# Aloe dyeri
Aloe dyeri är en grästrädsväxtart som beskrevs av Selmar Schönland. Aloe dyeri ingår i släktet Aloe och familjen grästrädsväxter. Inga underarter finns listade i Catalogue of Life.

## Bildgalleri

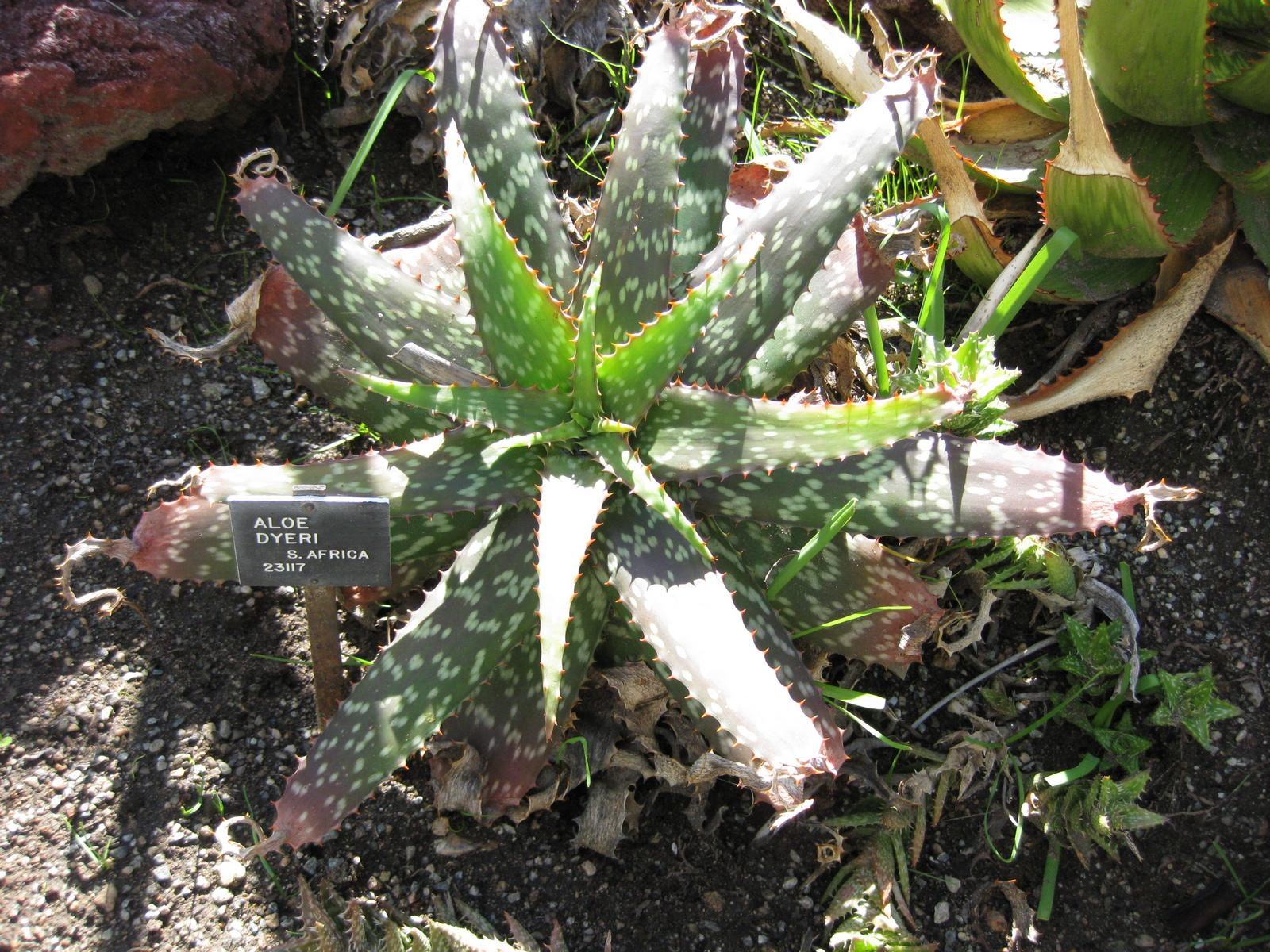